# Pająki Ukrainy
Pająki Ukrainy, araneofauna Ukrainy – ogół taksonów pajęczaków z rzędu pająków, których występowanie stwierdzono na terytorium Ukrainy.
Do 2024 roku na terenie Ukrainy stwierdzono 1124 gatunków pająków z 43 rodzin.

## Infrarząd:ptaszniki(Mygalomorphae)

### Gryzielowate(Atypidae)
Z Ukrainy wykazano:
- Atypus affinis – gryziel zachodni
- Atypus muralis – gryziel stepowy
- Atypus piceus – gryziel tapetnik

## Infrarząd:pająki wyższe(Araneomorphae)

### Aksamitnikowate(Clubionidae)
Z Ukrainy wykazano:
- Clubiona alpicola
- Clubiona brevipes
- Clubiona caerulescens
- Clubiona comta – aksamitnik jodełkowany
- Clubiona congentilis
- Clubiona corticalis – aksamitnik korowy
- Clubiona diversa
- Clubiona frisia
- Clubiona frutetorum
- Clubiona germanica
- Clubiona juvenis
- Clubiona lutescens – aksamitnik żółtawy
- Clubiona marmorata
- Clubiona mykolai
- Clubiona neglecta
- Clubiona pallidula
- Clubiona phragmitis – aksamitnik trzcinowy
- Clubiona pseudoneglecta
- Clubiona reclusa – aksamitnik pustelnik
- Clubiona saltuum
- Clubiona saxatilis
- Clubiona similis
- Clubiona stagnatilis – aksamitnik nadwodny
- Clubiona subsultans – aksamitnik gładki
- Clubiona subtilis – aksamitnik mszaczek
- Clubiona terrestris – aksamitnik podkorowy
- Clubiona trivialis
- Porrhoclubiona genevensis

### Cicurinidae
Z Ukrainy wykazano:
- Brommella falcigera
- Cicurina cicur

### Ciemieńcowate(Dictynidae)
Z Ukrainy wykazano:
- Altella hungarica
- Altella lucida
- Archaeodictyna ammophila
- Archaeodictyna consecuta
- Archaeodictyna minutissima
- Argenna patula
- Argenna subnigra
- Argyroneta aquatica
- Brigittea civica
- Brigittea latens
- Brigittea vicina
- Devade tenella
- Dictyna armata
- Dictyna arundinacea – ciemieniec zwyczajny
- Dictyna major – ciemieniec większy
- Dictyna pusilla
- Dictyna sinuata
- Dictyna uncinata
- Emblyna annulipes
- Emblyna brevidens
- Emblyna mitis
- Lathys heterophthalma
- Lathys humilis
- Lathys lehtineni
- Lathys stigmatisata
- Marilynia bicolor
- Nigma flavescens – liściak purpurowy
- Nigma puella
- Nigma walckenaeri – liściak zielony
- Scotolathys simplex

### Czyhakowate(Segestriidae)
Z Ukrainy wykazano:
- Segestria bavarica
- Segestria florentina
- Segestria senoculata – czyhak sześciooki

### Darownikowate(Pisauridae)
Z Ukrainy wykazano:
- Dolomedes fimbriatus – bagnik przybrzeżny
- Dolomedes plantarius – bagnik nadwodny
- Pisaura mirabilis – darownik przedziwny
- Pisaura novicia

### Filistatidae
Z Ukrainy wykazano:
- Pritha nana

### Hahniidae
Z Ukrainy wykazano:
- Antistea elegans
- Hahnia helveola
- Hahnia nava
- Hahnia ononidum
- Hahnia pusilla
- Iberina montana

### Klejnotnikowate(Theridiosomatidae)
Z Ukrainy wykazano:
- Theridiosoma gemmosum

### Koliściakowate(Uloboridae)
Z Ukrainy wykazano:
- Hyptiotes paradoxus
- Uloborus plumipes
- Uloborus walckenaerius – koliściak włochaty

### Komórczakowate(Dysderidae)
Z Ukrainy wykazano:
- Dysdera crocata  –  komórczak okazały
- Dysdera dubrovninnii
- Dysdera dunini
- Dysdera hungarica
- Dysdera lata
- Dysdera longirostris
- Dysdera ukrainensis
- Harpactea alexandrae
- Harpactea azowensis
- Harpactea doblikae
- Harpactea hombergi
- Harpactea lepida
- Harpactea longobarda
- Harpactea rubicunda
- Harpactea saeva
- Harpactea spasskyi

### Krzyżakowate(Araneidae)
Z Ukrainy wykazano:

- Aculepeira armida – kołyśnik wzorzysty
- Aculepeira ceropegia – kołyśnik wielobarwny
- Agalenatea redii – krzyżaczek ugorowy
- Araneus alsine – krzyżak pomarańczowy
- Araneus angulatus – krzyżak rogaty
- Araneus circe
- Araneus diadematus – krzyżak ogrodowy
- Araneus grossus
- Araneus marmoreus – krzyżak dwubarwny
- Araneus nordmanni
- Araneus pallasi
- Araneus quadratus – krzyżak łąkowy
- Araneus saevus
- Araneus sturmi – krzyżak sieciowy
- Araneus tereshkini
- Araneus triguttatus – krzyżak czarowny
- Araniella alpica
- Araniella cucurbitina – nalistnik zielony
- Araniella displicata – nalistnik czerwieniejący
- Araniella inconspicua
- Araniella opisthographa
- Araniella proxima
- Argiope bruennichi – tygrzyk paskowany
- Argiope lobata – tygrzyk płatowiec
- Cercidia prominens – ściółek nieparek
- Cyclosa conica – kołosz stożkowaty
- Cyclosa oculata – kołosz guzkowaty
- Cyclosa sierrae
- Gibbaranea bituberculata
- Gibbaranea gibbosa
- Gibbaranea omoeda
- Gibbaranea ullrichi
- Hypsosinga albovittata
- Hypsosinga heri
- Hypsosinga pygmaea
- Hypsosinga sanguinea
- Larinia elegans
- Larinioides cornutus – krzyżak nadwodny
- Larinioides ixobolus – krzyżak mostowy
- Larinioides patagiatus – krzyżak bursztynowy
- Larinioides sclopetarius – krzyżak gromadny
- Larinioides suspicax – krzyżak trzcinniczek
- Leviellus stroemi
- Mangora acalypha – mangora
- Neoscona adianta – potul kłosowiec
- Nuctenea umbratica – kołosz szczelinowy
- Singa hamata – rośliniowiec
- Singa lucina
- Singa nitidula
- Singa semiatra
- Zilla diodia
- Zygiella atrica
- Zygiella keyserlingi
- Zygiella montana
- Zygiella x-notata – liścianek sektornik

### Kwadratnikowate(Tetragnathidae)
Z Ukrainy wykazano:
- Meta bourneti
- Meta menardi – sieciarz jaskiniowy
- Metellina mengei – czaik wiosenny
- Metellina merianae – czaik jaskiniowy
- Metellina segmentata – czaik jesienny
- Pachygnatha clercki – gruboszczękowiec większy
- Pachygnatha clerckoides
- Pachygnatha degeeri
- Pachygnatha listerii – gruboszczękowiec pękaty
- Tetragnatha dearmata – kwadratnik borealny
- Tetragnatha extensa – kwadratnik trzcinowy
- Tetragnatha isidis
- Tetragnatha montana – kwadratnik długonogi
- Tetragnatha nigrita – kwadratnik ciemny
- Tetragnatha obtusa – kwadratnik pałąkowaty
- Tetragnatha pinicola – kwadratnik perłowy
- Tetragnatha striata

### Lejkowcowate(Agelenidae)
Z Ukrainy wykazano:
- Agelena labyrinthica – lejkowiec labiryntowy
- Agelena oreintalis
- Agelena potteri
- Allagelena gracilens
- Coelotes atropos
- Coelotes pickardi carpathensis
- Coelotes terrestris – norosz ziemny
- Eratigena agrestis – kątnik wiejski
- Eratigena atrica – kątnik większy
- Eratigena picta
- Histopona luxurians
- Histopona torpida
- Inermocoelotes falciger
- Inermocoelotes inermis
- Maimuna vestita
- Tegenaria campestris – kątnik polny
- Tegenaria domestica – kątnik domowy (kątnik domowy mniejszy)
- Tegenaria dalmatica
- Tegenaria ferruginea – kątnik rdzawy
- Tegenaria lapicidinarum
- Tegenaria pagana
- Tegenaria parietina – kątnik ścienny
- Tegenaria podoprygorai
- Tegenaria silvestris – kątnik leśny
- Tegenaria taurica
- Urocoras longispina

### Lenikowate(Zodariidae)
Z Ukrainy wykazano:
- Zodarion graecum
- Zodarion italicum – lenik włoski
- Zodarion morosum
- Zodarion rubidum
- Zodarion thoni

### Motaczowate(Anyphaenidae)
Z Ukrainy wykazano:
- Anyphaena accentuata – motacz nadrzewny

### Mysmenidae
Z Ukrainy wykazano:
- Microdipoena jobi

### Nasosznikowate(Pholcidae)
Z Ukrainy wykazano:
- Holocnemus pluchei
- Pholcus alticeps – nasosznik stropowy
- Pholcus crassipalpis
- Pholcus opilionoides – nasosznik drobny
- Pholcus phalangioides – nasosznik trzęś
- Pholcus ponticus
- Pholcus velitchkovskyi
- Spermophora senoculata

### Naśladownikowate(Mimetidae)
Z Ukrainy wykazano:
- Ero aphana – guzoń garbusek
- Ero flammeola
- Ero furcata – guzoń pajęczarz
- Ero koreana
- Ero tuberculata
- Mimetus laevigatus

### Obniżowate(Liocranidae)
Z Ukrainy wykazano:
- Agroeca brunnea – knapiatek brązowy
- Agroeca cuprea
- Agroeca dentigera
- Agroeca lusatica
- Agroeca maculata
- Agroeca makarovae
- Agroeca proxima
- Apostenus fuscus
- Liocranoeca spasskyi
- Liocranoeca striata
- Liocranum rupicola
- Mesiotelus tenuissimus
- Sagana rutilans
- Scotina celans
- Scotina palliardii
- Sestakovaia annulipes

### Oecobiidae
Z Ukrainy wykazano:
- Oecobius cellariorum
- Oecobius maculatus
- Oecobius navus
- Oecobius rhodiensis

### Omatnikowate(Theridiidae)
Z Ukrainy wykazano:

- Anatolidion gentile
- Anelosimus pulchellus
- Anelosimus vittatus
- Asagena meridionalis
- Asagena phalerata
- Chrysso nordica
- Crustulina albovittata
- Crustulina guttata – darniowiec plamiak
- Crustulina sticta
- Cryptachaea riparia
- Dipoena braccata
- Dipoena erythropus
- Dipoena lindholmi
- Dipoena melanogaster
- Dipoena torva
- Enoplognatha bryjai
- Enoplognatha caricis
- Enoplognatha latimana
- Enoplognatha mordax
- Enoplognatha oelandica
- Enoplognatha ovata – zawijak żółtawy
- Enoplognatha serratosignata
- Enoplognatha thoracica – zawijak osnuwikowaty
- Episinus angulatus
- Episinus maculipes
- Episinus truncatus
- Euryopis flavomaculata
- Euryopis laeta
- Euryopis quinqueguttata
- Euryopis saukea
- Euryopis sexalbomaculata
- Heterotheridion nigrovariegatum
- Kochiura aulica
- Lasaeola coracina – mrówczarz żółtorzepek
- Lasaeola prona
- Lasaeola tristis – mrówczarz czarnonogi
- Latrodectus tredecimguttatus
- Neottiura bimaculata
- Neottiura herbigrada
- Neottiura suaveolens
- Ohlertidion ohlerti
- Paidiscura pallens – podlistnik blady
- Parasteatoda lunata
- Parasteatoda simulans
- Parasteatoda tabulata
- Parasteatoda tepidariorum
- Pholcomma gibbum
- Phycosoma inornatum
- Phylloneta impressa – omatnik kulisty
- Phylloneta sisyphia – omatnik łąkowy
- Platnickina tincta
- Robertus arundineti
- Robertus heydemanni
- Robertus lividus
- Robertus mediterraneus
- Robertus neglectus
- Robertus scoticus
- Robertus truncorum
- Rugathodes bellicosus
- Rugathodes instabilis
- Sardinidion blackwalli
- Simitidion simile
- Steatoda albomaculata – zyzuś plamisty
- Steatoda bipunctata – zyzuś tłuścioch
- Steatoda castanea
- Steatoda grossa
- Steatoda paykulliana
- Steatoda triangulosa
- Theonoe minutissima
- Theridion betteni
- Theridion boesenbergi
- Theridion cinereum
- Theridion familiare
- Theridion hemerobium
- Theridion innocuum
- Theridion melanurum
- Theridion mystaceum – omatnik wnękowiec
- Theridion petraeum
- Theridion pictum – omatnik troskliwy
- Theridion pinastri – omatnik ceglasty
- Theridion varians – omatnik zmienny

### Oonopidae
Z Ukrainy wykazano:
- Oonops domesticus
- Oonops pulcher
- Spinestis nikita

### Osnuwikowate(Linyphiidae)
Z Ukrainy wykazano:

- Abacoproeces saltuum
- Acartauchenius scurrilis
- Agnyphantes expunctus
- Agyneta affinis
- Agyneta birulaioides
- Agyneta cauta
- Agyneta conigera
- Agyneta decora
- Agyneta equestris
- Agyneta fuscipalpus
- Agyneta gulosa
- Agyneta innotabilis
- Agyneta milleri
- Agyneta mollis
- Agyneta mossica
- Agyneta pinicola
- Agyneta ramosa
- Agyneta rurestris
- Agyneta saaristoi
- Agyneta saxatilis
- Agyneta simplicitarsis
- Agyneta subtilis
- Allomengea scopigera
- Allomengea vidua
- Anguliphantes angulipalpis
- Anguliphantes monticola
- Anguliphantes tripartitus
- Aphileta misera
- Araeoncus caucasicus
- Araeoncus crassiceps
- Araeoncus humilis
- Araeoncus tauricus
- Archaraeoncus prospiciens
- Asthenargus paganus
- Baryphyma trifrons
- Bathyphantes approximatus
- Bathyphantes eumenis
- Bathyphantes fragmitis
- Bathyphantes gracilis
- Bathyphantes nigrinus
- Bathyphantes parvulus
- Bathyphantes setiger
- Bathyphantes similis
- Bisetifer cephalotus
- Bolyphantes alticeps
- Bolyphantes luteolus
- Canariphantes nanus
- Caviphantes dobrogicus
- Caviphantes saxetorum
- Centromerita bicolor
- Centromerita concinna
- Centromerus abditus
- Centromerus arcanus
- Centromerus brevipalpus
- Centromerus capucinus
- Centromerus cavernarum
- Centromerus incilium
- Centromerus levitarsis
- Centromerus pabulator
- Centromerus persimilis
- Centromerus prudens
- Centromerus sellarius
- Centromerus semiater
- Centromerus serratus
- Centromerus silvicola
- Centromerus sylvaticus
- Ceratinella brevipes
- Ceratinella brevis
- Ceratinella major
- Ceratinella scabrosa
- Ceratinella wideri
- Cnephalocotes obscurus
- Cnephalocotes similis
- Collinsia distincta
- Cresmatoneta mutinensis
- Crosbyarachne bukovskyi
- Dactylopisthes digiticeps
- Dactylopisthes mirificus
- Dicymbium nigrum
- Dicymbium tibiale
- Diplocentria bidentata
- Diplocephalus alpinus
- Diplocephalus connatus
- Diplocephalus cristatus
- Diplocephalus dentatus
- Diplocephalus helleri
- Diplocephalus latifrons
- Diplocephalus permixtus
- Diplocephalus picinus
- Diplocephalus pseudocrassilobus
- Diplostyla concolor
- Dismodicus bifrons
- Dismodicus elevatus
- Donacochara speciosa
- Drapetisca socialis
- Entelecara acuminata
- Entelecara congenera
- Entelecara erythropus
- Entelecara flavipes
- Entelecara media
- Entelecara omissa
- Erigone atra – plądrak czarny
- Erigone cristatopalpus
- Erigone dentipalpis
- Erigone remota
- Erigone tirolensis
- Erigonella hiemalis
- Erigonella ignobilis
- Erigonoplus foveatus
- Erigonoplus globipes
- Erigonoplus jarmilae
- Erigonoplus spinifemuralis
- Floronia bucculenta
- Frontinellina frutetorum
- Glyphesis nemoralis
- Glyphesis servulus
- Gnathonarium dentatum
- Gonatium orientale
- Gonatium paradoxum
- Gonatium rubellum
- Gonatium rubens
- Gongylidiellum latebricola
- Gongylidiellum murcidum
- Gongylidiellum vivum
- Gongylidium rufipes
- Helophora insignis
- Heterotrichoncus pusillus
- Hilaira excisa
- Hylyphantes graminicola
- Hylyphantes nigritus
- Hypomma bituberculatum
- Hypomma cornutum
- Hypomma fulvum
- Hypselistes jacksoni
- Improphantes nitidus
- Incestophantes annulatus
- Incestophantes crucifer
- Ipa keyserlingi
- Ipa spasskyi
- Ipa terrenus
- Kaestneria dorsalis
- Kaestneria pullata
- Kaestneria torrentum
- Labulla thoracica
- Lasiargus hirsutus
- Lepthyphantes centromeroides
- Lepthyphantes leprosus
- Lepthyphantes minutus
- Lepthyphantes nodifer
- Leptorhoptrum robustum
- Leptothrix hardyi
- Lessertia dentichelis
- Lessertinella carpatica
- Linyphia hortensis – osnuwik zaroślowy
- Linyphia tenuipalpis
- Linyphia triangularis – osnuwik pospolity
- Lophomma punctatum
- Macrargus boreus
- Macrargus carpenteri
- Macrargus multesimus
- Macrargus rufus
- Macrargus sumyensis
- Mansuphantes arciger
- Mansuphantes mansuetus
- Maro minutus
- Maso gallicus
- Maso sundevalli
- Mecopisthes peusi
- Mecynargus minutipalpis
- Mecynargus morulus
- Megalepthyphantes collinus
- Megalepthyphantes nebulosus
- Megalepthyphantes pseudocollinus
- Mermessus trilobatus
- Metapanamomops kaestneri
- Metopobactrus ascitus
- Metopobactrus prominulus
- Micrargus apertus
- Micrargus georgescuae
- Micrargus herbigradus
- Micrargus laudatus
- Micrargus subaequalis
- Microctenonyx subitaneus
- Microlinyphia impigra
- Microlinyphia pusilla – osnuwik łąkowy
- Microneta viaria
- Minicia candida
- Minicia caspiana
- Minicia marginella
- Minyriolus pusillus
- Mioxena blanda
- Moebelia penicillata
- Mughiphantes mughi
- Nematogmus sanguinolentus
- Neriene clathrata – snówek brązowy
- Neriene emphana – snówek gałązkowiec
- Neriene furtiva
- Neriene montana – snówek okazały
- Neriene peltata – snówek świerkowiec
- Neriene radiata – snówek okrajkowy
- Notioscopus sarcinatus
- Nusoncus nasutus
- Obscuriphantes obscurus
- Oedothorax agrestis
- Oedothorax apicatus
- Oedothorax fuscus
- Oedothorax gibbifer
- Oedothorax gibbosus
- Oedothorax retusus
- Oreoneta tatrica
- Oryphantes angulatus
- Ostearius melanopygius
- Palliduphantes alutacius
- Palliduphantes insignis
- Palliduphantes khobarum
- Palliduphantes milleri
- Palliduphantes pillichi
- Panamomops fedotovi
- Panamomops mengei
- Parapelecopsis mediocris
- Pelecopsis elongata – perygłowik naśnieżny
- Pelecopsis laptevi
- Pelecopsis mengei
- Pelecopsis parallela
- Pelecopsis radicicola
- Peponocranium fallax
- Peponocranium ludicrum
- Peponocranium orbiculatum
- Peponocranium praeceps
- Piniphantes pinicola
- Pityohyphantes phrygianus
- Pocadicnemis carpatica
- Pocadicnemis juncea
- Pocadicnemis pumila
- Poeciloneta variegata
- Porrhomma campbelli
- Porrhomma convexum
- Porrhomma egeria
- Porrhomma microphthalmum
- Porrhomma microps
- Porrhomma montanum
- Porrhomma pallidum
- Porrhomma pygmaeum
- Porrhomma rosenhaueri
- Prinerigone vagans
- Russocampus polchaninovae
- Saaristoa abnormis
- Saloca kulczynskii
- Sauron fissocornis
- Sauron rayi
- Savignia frontata
- Scotargus pilosus
- Silometopus elegans
- Silometopus incurvatus
- Silometopus reussi
- Sintula corniger
- Sintula retroversus
- Sintula solitarius
- Sintula spiniger
- Staveleya pusilla
- Stemonyphantes agnatus
- Stemonyphantes lineatus
- Styloctetor compar
- Styloctetor romanus
- Syedra gracilis
- Tallusia experta
- Tallusia vindobonensis
- Tapinocyba affinis
- Tapinocyba biscissa
- Tapinocyba insecta
- Tapinocyba pallens
- Tapinocyba praecox
- Tapinocyboides pygmaeus
- Tapinopa longidens
- Taranucnus beskidicus
- Taranucnus bihari
- Taranucnus carpaticus
- Taranucnus setosus
- Tenuiphantes alacris
- Tenuiphantes cristatus
- Tenuiphantes flavipes
- Tenuiphantes mengei
- Tenuiphantes tenebricola
- Tenuiphantes tenuis
- Tenuiphantes zimmermanni
- Theonina kratochvili
- Thyreosthenius biovatus
- Thyreosthenius parasiticus
- Tiso vagans
- Trematocephalus cristatus
- Trichoncoides piscator
- Trichoncus affinis
- Trichoncus auritus
- Trichoncus hackmani
- Trichoncus saxicola
- Trichoncus vasconicus
- Trichopterna cito
- Trichopternoides thorelli
- Troxochrus apertus
- Troxochrus scabriculus
- Typhochrestus digitatus
- Typhochrestus longisulcus
- Uralophantes ponticus
- Walckenaeria acuminata – plądrownik osobliwy
- Walckenaeria alticeps
- Walckenaeria antica
- Walckenaeria atrotibialis
- Walckenaeria cucullata
- Walckenaeria cuspidata
- Walckenaeria dysderoides
- Walckenaeria furcillata
- Walckenaeria incisa
- Walckenaeria kochi
- Walckenaeria mitrata
- Walckenaeria monoceros
- Walckenaeria nodosa
- Walckenaeria nudipalpis
- Walckenaeria obtusa
- Walckenaeria stylifrons
- Walckenaeria unicornis
- Walckenaeria vigilax
- Walckenaeria wunderlichi

### Phrurolithidae
Z Ukrainy wykazano:
- Phrurolithus festivus
- Phrurolithus minimus
- Phrurolithus pullatus
- Phrurolithus pygmaeus

### Podkamieniakowate(Titanoecidae)
Z Ukrainy wykazano:
- Nurscia albomaculata
- Nurscia albosignata
- Titanoeca quadriguttata – podkamieniak czteroplamkowy
- Titanoeca schineri
- Titanoeca spominima
- Titanoeca tristis
- Titanoeca ukrainica
- Titanoeca veteranica

### Pogońcowate(Lycosidae)
Z Ukrainy wykazano:

- Acantholycosa lignaria – pogoniec cętkonogi
- Alopecosa aculeata – wilkosz pręgowiec
- Alopecosa beckeri
- Alopecosa cronebergi
- Alopecosa cuneata – wilkosz grubonogi
- Alopecosa cursor
- Alopecosa fabrilis – wilkosz wydmowiec
- Alopecosa farinosa
- Alopecosa inquilina
- Alopecosa kovblyuki
- Alopecosa krynickii
- Alopecosa mariae
- Alopecosa pentheri
- Alopecosa pinetorum
- Alopecosa pulverulenta – wilkosz włóczykij
- Alopecosa schmidti – wilkosz sucholub
- Alopecosa solitaria
- Alopecosa steppica
- Alopecosa striatipes
- Alopecosa sulzeri
- Alopecosa taeniata
- Alopecosa taeniopus
- Alopecosa trabalis – wilkosz lancetnik
- Alopecosa vivax
- Arctosa cinerea – wymyk szarawy
- Arctosa figurata
- Arctosa leopardus – wymyk lamparci
- Arctosa lutetiana
- Arctosa maculata – wymyk kamiennik
- Arctosa perita – wymyk piaskowy
- Arctosa stigmosa
- Aulonia albimana – aulonia sieciarka
- Deliriosa chiragrica
- Geolycosa vultuosa
- Halocosa cereipes
- Hogna radiata
- Hygrolycosa rubrofasciata
- Lycosa praegrandis
- Lycosa singoriensis – tarantula ukraińska
- Mustelicosa dimidiata
- Pardosa agrestis
- Pardosa agricola
- Pardosa alacris
- Pardosa albatula
- Pardosa amentata – wałęsak zwyczajny
- Pardosa atomaria
- Pardosa bifasciata
- Pardosa blanda
- Pardosa buchari
- Pardosa ferruginea
- Pardosa fulvipes
- Pardosa hortensis
- Pardosa italica
  - Pardosa italica italica
  - Pardosa italica valenta
- Pardosa luctinosa
- Pardosa lugubris – wałęsak leśny
- Pardosa maisa
- Pardosa monticola
- Pardosa morosa
- Pardosa nebulosa
- Pardosa nigra
- Pardosa nigriceps
- Pardosa paludicola
- Pardosa palustris – wałęsak łąkowy
- Pardosa plumipes
- Pardosa pontica
- Pardosa prativaga – wałęsak tygrysi
- Pardosa proxima
- Pardosa pullata
- Pardosa riparia
- Pardosa saltuaria
- Pardosa sordidata
- Pardosa sphagnicola
- Pardosa tatarica
- Pardosa vittata
- Pardosa wagleri
- Pirata piraticus – korsarz piratnik
- Pirata piscatorius
- Pirata tenuitarsis
- Piratula hurkai
- Piratula hygrophila – korsarz bagiennik
- Piratula knorri – korsarz potokowiec
- Piratula latitans – korsarz malutki
- Piratula uliginosa – korsarz torfowiec
- Trochosa hispanica
- Trochosa robusta – krzeczek smużnik
- Trochosa ruricola – krzeczek polny
- Trochosa spinipalpis
- Trochosa terricola – krzeczek naziemnik
- Xerolycosa miniata – pogoniec łowczak
- Xerolycosa nemoralis – pogoniec lesiec

### Poskoczowate(Eresidae)
Z Ukrainy wykazano:
- Eresus kollari – poskocz krasny
- Eresus moravicus
- Eresus rotundiceps

### Rozsnuwaczowate(Scytodidae)
Z Ukrainy wykazano:
- Scytodes thoracica – rozsnuwacz plujący

### Sidliszowate(Amaurobiidae)
Z Ukrainy wykazano:
- Amaurobius erberi
- Amaurobius fenestralis – sidlisz jaskiniowy
- Amaurobius ferox – sidlisz piwniczny
- Amaurobius obustus
- Amaurobius pallidus
- Amaurobius similis – sidlisz zadomek
- Amaurobius strandi
- Callobius claustrarius

### Skakunowate(Salticidae)
Z Ukrainy wykazano:

- Aelurillus laniger
- Aelurillus m-nigrum
- Aelurillus v-insignitus – dryguś zmienny
- Asianellus festivus – naskocz okularowy
- Attulus ammophilus
- Attulus caricis
- Attulus damini
- Attulus distinguendus – skoczek wydmowy
- Attulus dzieduszyckii
- Attulus floricola – skoczek łąkowy
- Attulus inexpectus – skoczek zmoczony
- Attulus inopinabilis
- Attulus penicillatus – skoczek plamisty
- Attulus pubescens – skoczek skromny
- Attulus rupicola – skoczek reglik
- Attulus saltator – skoczek lilipuci
- Attulus terebratus – skoczek ściennik
- Attulus zimmermanni – skoczek piargowy
- Ballus chalybeius – mocarek bury
- Carrhotus xanthogramma
- Chalcoscirtus infimus
- Chalcoscirtus nigritus
- Cyrba algerina
- Dendryphantes hastatus – gałęziak srebrzyk
- Dendryphantes rudis – gałęziak wzorzysty
- Euophrys frontalis – drobnik plamowłosy
- Evarcha arcuata – pyrgun nazielny
- Evarcha falcata – pyrgun nakrzewny
- Evarcha laetabunda – pyrgun natrawny
- Evarcha michailovi
- Heliophanus aeneus – lśniś nawapnik
- Heliophanus auratus – lśniś złocisty
- Heliophanus cupreus
- Heliophanus dubius – lśniś nadrewniak
- Heliophanus dunini
- Heliophanus flavipes
- Heliophanus kochii
- Heliophanus lineiventris
- Heliophanus mordax
- Heliophanus patagiatus
- Heliophanus simplex
- Heliophanus tribulosus
- Leptorchestes berolinensis – mrówczyn bojownik
- Macaroeris flavicomis
- Macaroeris nidicolens – sokolik uszaty
- Marpissa longiuscula
- Marpissa muscosa – rozciągnik mchuś
- Marpissa nivoyi
- Marpissa pomatia – rozciągnik pomarańczowy
- Marpissa radiata – rozciągnik natrzcinny
- Mendoza canestrinii
- Menemerus semilimbatus
- Menemerus taeniatus
- Myrmarachne formicaria – mrówczynka
- Neon kovblyuki
- Neon levis
- Neon pictus
- Neon rayi
- Neon reticulatus – neonek mszarek
- Neon valentulus
- Pellenes allegrii
- Pellenes arciger
- Pellenes bonus
- Pellenes brevis
- Pellenes geniculatus
- Pellenes nigrociliatus – krzyżnik czarnowłosy
- Pellenes seriatus
- Pellenes tripunctatus – krzyżnik tanecznik
- Philaeus chrysops – strojniś nadobny
- Phlegra bicognata
- Phlegra cinereofasciata
- Phlegra fasciata – sekutnica pasiasta
- Pseudeuophrys erratica – drobnik krętowłosy
- Pseudeuophrys lanigera – drobnik wełnistowłosy
- Pseudeuophrys obsoleta
- Pseudeuophrys vafra
- Pseudicius encarpatus – gorguś kruszczowy
- Pseudomogrus vittatus
- Saitis tauricus
- Salticus cingulatus – skakun srebrzysty
- Salticus scenicus – skakun arlekinowy
- Salticus zebraneus – skakun zebra
- Sibianor aurocinctus – wełniak krwawonogi
- Sibianor larae
- Sibianor tantulus
- Sittisax saxicola – skoczek rudzik
- Synageles dalmaticus
- Synageles hilarulus
- Synageles ramitus
- Synageles scutiger
- Synageles subcingulatus
- Synageles venator – mróweczka myśliwy
- Talavera aequipes – drobnik malutki
- Talavera aperta
- Talavera krocha
- Talavera logunovi
- Talavera petrensis – włochacz wrzosowiskowy
- Yllenus arenarius – wydmowiec piaskowy
- Yllenus horvathi

### Spachaczowate(Sparassidae)
Z Ukrainy wykazano:
- Micrommata virescens – spachacz zielonawy

### Synaphridae
Z Ukrainy wykazano:
- Synaphris lehtineni

### Ślizgunowate(Philodromidae)
Z Ukrainy wykazano:
- Philodromus albidus – ślizgun bladonogi
- Philodromus aureolus – ślizgun złocony
- Philodromus buchari
- Philodromus cespitum
- Philodromus collinus – ślizgun kolconogi
- Philodromus dilutus
- Philodromus dispar – ślizgun nieparek
- Philodromus emarginatus
- Philodromus fuscomarginatus
- Philodromus longipalpis
- Philodromus margaritatus
- Philodromus marmoratus
- Philodromus poecilus
- Philodromus praedatus
- Philodromus rufus
- Philodromus vagulus
- Pulchellodromus glaucinus
- Pulchellodromus medius
- Pulchellodromus ruficapillus
- Rhysodromus fallax
- Rhysodromus histrio
- Thanatus arenarius – śmiertek piaskowy
- Thanatus atratus
- Thanatus flavidus
- Thanatus formicinus – śmiertek mrówczyn
- Thanatus imbecillus
- Thanatus lanceolatus
- Thanatus mongolicus
- Thanatus oblongiusculus
- Thanatus pictus
- Thanatus sabulosus – śmiertek leśnostepowy
- Thanatus striatus
- Thanatus vulgaris
- Tibellus macellus
- Tibellus maritimus – podłużnik piegowaty
- Tibellus oblongus – podłużnik długonogi

### Śpiesznikowate(Oxyopidae)
Z Ukrainy wykazano:
- Oxyopes globifer
- Oxyopes heterophthalmus
- Oxyopes lineatus
- Oxyopes ramosus – śpiesznik rysień

### Tkańcowate(Nesticidae)
Z Ukrainy wykazano:
- Aituaria borutzkyi
- Aituaria eriashvilii
- Aituaria pontica
- Carpathonesticus galotshkae
- Kryptonesticus eremita
- Nesticus cellulanus

### Topikowate(Cybaeidae)
Z Ukrainy wykazano:
- Cryphoeca carpathica
- Cryphoeca silvicola
- Cybaeus angustiarum
- Cybaeus tetricus
- Mastigusa arietina

### Trachelidae
Z Ukrainy wykazano:
- Cetonana laticeps
- Paratrachelas maculatus
- Trachelas minor

### Trawnikowcowate(Miturgidae)
Z Ukrainy wykazano:
- Zora armillata
- Zora distincta
- Zora manicata
- Zora nemoralis – trawnikowiec tropiciel
- Zora parallela
- Zora pardalis
- Zora silvestris
- Zora spinimana – trawnikowiec pospolity

### Ukośnikowate(Thomisidae)
Z Ukrainy wykazano:

- Bassaniodes caperatus
- Bassaniodes graecus
- Bassaniodes obesus
- Bassaniodes robustus – bokochód brzuchacz
- Coriarachne depressa – zakorowiec płaski
- Cozyptila blackwalli – lilipsot skrytek
- Cozyptila guseinovorum
- Cozyptila nigristernum
- Diaea dorsata
- Diaea livens
- Ebrechtella tricuspidata
- Heriaeus graminicola – szkarlik zielony
- Heriaeus horridus
- Heriaeus oblongus – szkarlik stepowiec
- Heriaeus orientalis
- Misumena vatia – kwietnik biały
- Monaeses israeliensis
- Ozyptila atomaria
- Ozyptila brevipes
- Ozyptila claveata
- Ozyptila praticola
- Ozyptila pullata
- Ozyptila rauda
- Ozyptila scabricula
- Ozyptila simplex
- Ozyptila trux
- Ozyptila tuberosa
- Pistius truncatus – szpecik tępy
- Psammitis marmorata
- Psammitis ninnii
- Psammitis parallela
- Psammitis sabulosa
- Runcinia grammica
- Spiracme lendli
- Spiracme striatipes – bokochód niepasek
- Synema globosum
- Synema ornatum
- Synema plorator
- Thomisus onustus
- Tmarus piger
- Tmarus stellio
- Xysticus acerbus
- Xysticus alpicola
- Xysticus arenarius
- Xysticus audax – bokochód śmiały
- Xysticus bifasciatus
- Xysticus cristatus – bokochód grzebieniasty
- Xysticus desidiosus
- Xysticus erraticus
- Xysticus gallicus
- Xysticus kempeleni
- Xysticus kochi – bokochód kroczeń
- Xysticus laetus
- Xysticus lanio – bokochód boczeń
- Xysticus lineatus
- Xysticus luctator
- Xysticus luctuosus
- Xysticus obscurus
- Xysticus slovacus
- Xysticus spasskyi
- Xysticus ulmi – bokochód pospolity
- Xysticus viduus

### Worczakowate(Gnaphosidae)
Z Ukrainy wykazano:

- Aphantaulax cincta
- Aphantaulax trifasciata
- Berlandina cinerea – skalnicowiec popielaty
- Berlandina shumskyi
- Callilepis nocturna – gładnik
- Callilepis schuszteri
- Civizelotes caucasius
- Civizelotes gracilis
- Civizelotes pygmaeus
- Cryptodrassus hungaricus
- Drassodes charcoviae
- Drassodes cupreus
- Drassodes lapidosus – knap podkamiennik
- Drassodes lutescens
- Drassodes pubescens
- Drassodes serratichelis
- Drassodes striatus
- Drassodes villosus
- Drassodex hypocrita
- Drassyllus crimeaensis
- Drassyllus lutetianus
- Drassyllus praeficus
- Drassyllus pumilus
- Drassyllus pusillus
- Drassyllus villicus
- Drassyllus vinealis
- Echemus angustifrons
- Gnaphosa badia
- Gnaphosa bicolor – worczak zakamiennik
- Gnaphosa cumensis
- Gnaphosa dolanskyi
- Gnaphosa dolosa
- Gnaphosa jucunda
- Gnaphosa leporina
- Gnaphosa licenti
- Gnaphosa lucifuga – worczak zagnietek
- Gnaphosa lugubris
- Gnaphosa moesta
- Gnaphosa mongolica
- Gnaphosa montana
- Gnaphosa muscorum
- Gnaphosa nigerrima
- Gnaphosa opaca
- Gnaphosa petrobia
- Gnaphosa rufula
- Gnaphosa saurica
- Gnaphosa steppica
- Gnaphosa taurica
- Gnaphosa ukrainica
- Haplodrassus bohemicus
- Haplodrassus cognatus
- Haplodrassus dalmatensis
- Haplodrassus kulczynskii
- Haplodrassus minor
- Haplodrassus moderatus
- Haplodrassus orientalis
- Haplodrassus pseudosignifer
- Haplodrassus signifer
- Haplodrassus silvestris
- Haplodrassus soerenseni
- Haplodrassus umbratilis
- Kishidaia conspicua – upstrzyn
- Leptopilos memorialis
- Marinarozelotes adriaticus
- Marinarozelotes barbatus
- Marinarozelotes cumensis
- Marinarozelotes lyonneti
- Marinarozelotes malkini
- Marinarozelotes manytchensis
- Micaria albovittata
- Micaria bosmansi
- Micaria coarctata
- Micaria dives
- Micaria donensis
- Micaria formicaria – kraśniak mrówkowaty
- Micaria fulgens – kraśniak lśniący
- Micaria guttulata
- Micaria lenzi
- Micaria micans – kraśniak lampasowy
- Micaria nivosa
- Micaria pulicaria – kraśniak czarniawy
- Micaria rossica
- Micaria silesiaca
- Micaria sociabilis
- Micaria subopaca – kraśniak nadrzewny
- Nomisia aussereri
- Nomisia exornata
- Parasyrisca arrabonica
- Parasyrisca marusiki
- Phaeocedus braccatus – kwintek znaczyn
- Poecilochroa variana
- Scotophaeus blackwalli
- Scotophaeus quadripunctatus – pokaz srebrzysty
- Scotophaeus scutulatus – pokaz rubinowy
- Sosticus loricatus
- Synaphosus palearcticus
- Talanites strandi
- Trachyzelotes pedestris – napas rdzawostopy
- Turkozelotes kazachstanicus
- Urozelotes rusticus
- Zelotes aeneus
- Zelotes apricorum
- Zelotes atrocaeruleus
- Zelotes aurantiacus
- Zelotes azsheganovae
- Zelotes clivicola
- Zelotes electus
- Zelotes erebeus
- Zelotes eugenei
- Zelotes exiguus
- Zelotes fuscus
- Zelotes hermani
- Zelotes latreillei
- Zelotes longipes
- Zelotes metellus
- Zelotes mundus
- Zelotes olympi
- Zelotes orenburgensis
- Zelotes petrensis
- Zelotes prishutovae
- Zelotes pseudogallicus
- Zelotes puritanus
- Zelotes segrex
- Zelotes similis
- Zelotes subterraneus – skalnik wszędobylski
- Zelotes tenuis

### Zbrojnikowate(Cheiracanthiidae)
Z Ukrainy wykazano:
- Cheiracanthium campestre
- Cheiracanthium effosum
- Cheiracanthium elegans
- Cheiracanthium erraticum – kolczak trawny
- Cheiracanthium gratum
- Cheiracanthium mildei
- Cheiracanthium montanum
- Cheiracanthium oncognathum
- Cheiracanthium pelasgicum
- Cheiracanthium pennyi
- Cheiracanthium punctorium – kolczak zbrojny
- Cheiracanthium virescens

### Zoropsidae
Z Ukrainy wykazano:
- Zoropsis lutea
- Zoropsis spinimana